# Lucid Motors
Lucid Motors, Inc. é uma empresa automotiva norte-americana, especializada em automóveis elétricos. Foi fundada em 2007 e tem a sua sede em Newark, Califórnia.

## História
A Lucid Motors foi fundada em 2007, na altura chamando-se Atieva, com o objetivo da produção de baterias elétricas para outras marcas de carros.
A companhia foi rebatizada como Lucid Motors em outubro de 2016 e foi oficialmente anunciado a intenção de desenvolver carros luxuosos totalmente elétricos.

## Modelos

### Lucid Air

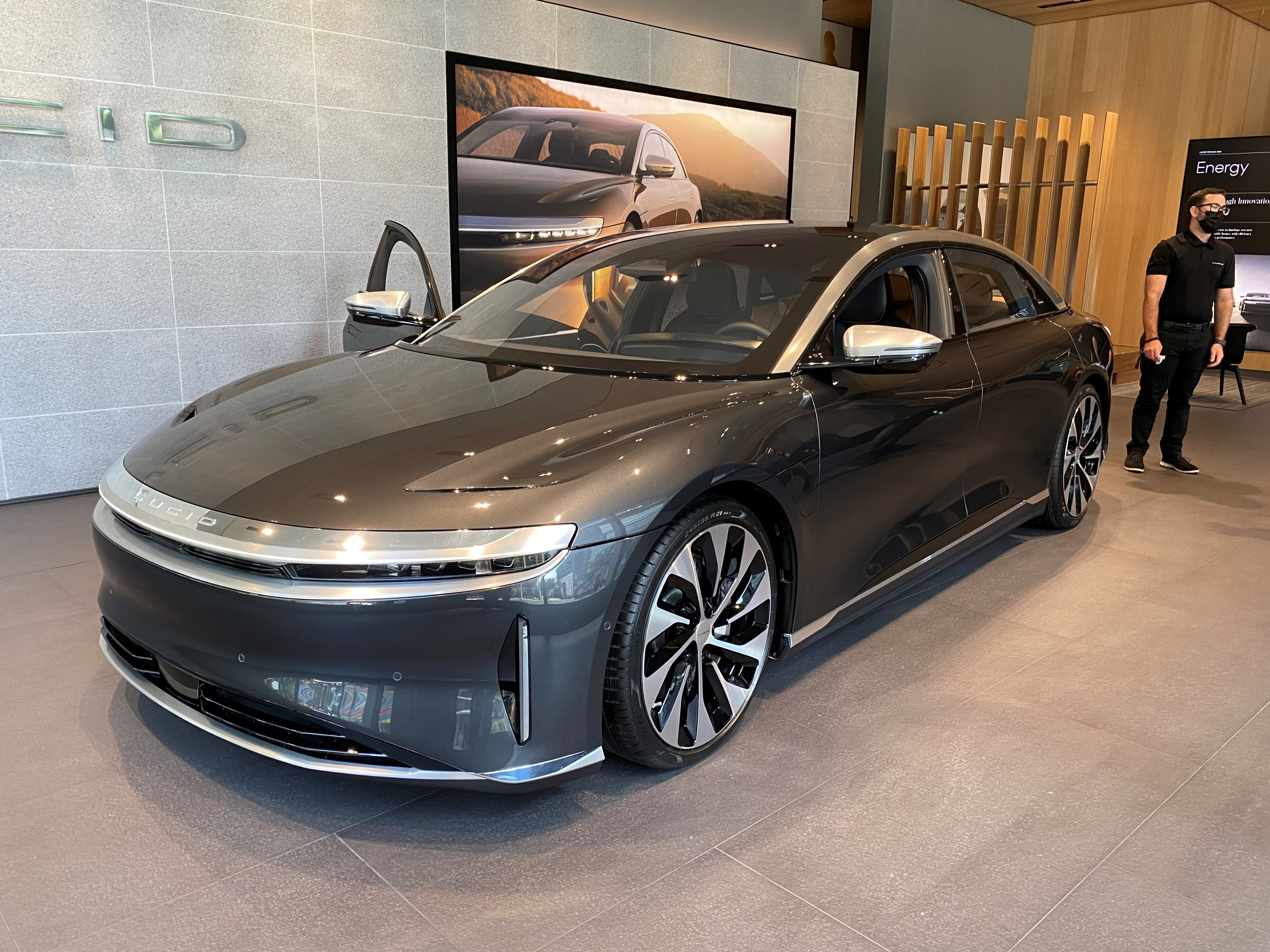
Lucid Air

O Lucid Air é um carro totalmente elétrico que foi apresentado em dezembro de 2016 e a marca pretende começar a produção em 2020.

### Lucid Gravity

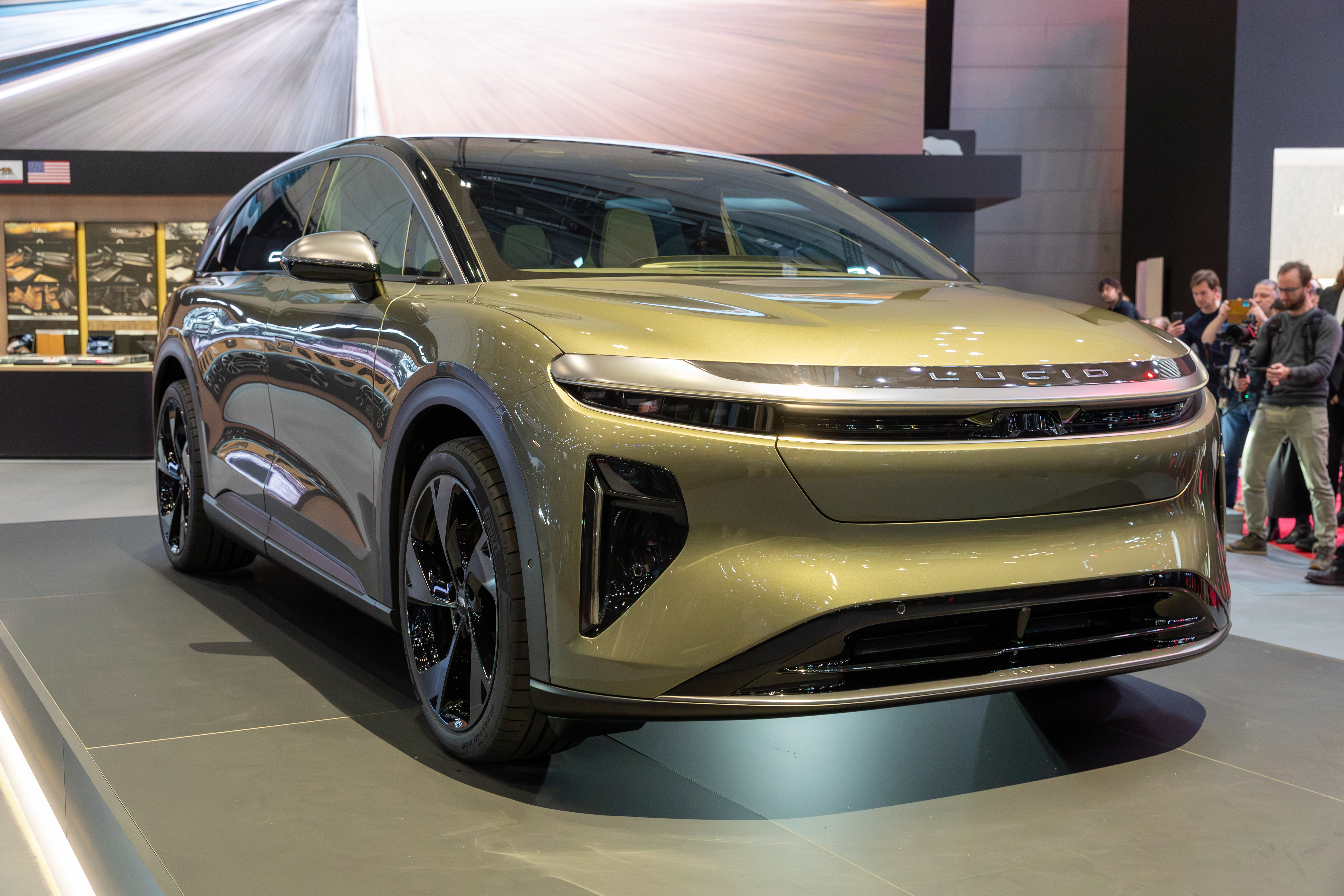
Lucid Gravity

O Lucid Gravity é um carro totalmente elétrico que foi apresentado em novembro de 2023.